# (3513) Quqinyue
(3513) Quqinyue est un astéroïde de la ceinture principale.

## Description
(3513) Quqinyue est un astéroïde de la ceinture principale. Il fut découvert le 16 octobre 1965 à Nanking par l'observatoire de la Montagne Pourpre. Il présente une orbite caractérisée par un demi-grand axe de 2,63 UA, une excentricité de 0,01 et une inclinaison de 2,6° par rapport à l'écliptique.

## Compléments